# Catedral de San Juan Bautista (Przemyśl)
La Catedral de San Juan Bautista o simplemente Catedral greco-católica de Przemyśl (en polaco: Archikatedra św. Jana Chrzciciela) es un templo católico en Przemyśl que sirve como la iglesia madre de la archieparquía greco-católica ucraniana de Przemyśl-Varsovia. Se encuentra en el Ulica Katedralna en Przemyśl, en el sur de Polonia.
La iglesia fue construida en el siglo XVII por la orden jesuita y dedicada a San Ignacio. Después de Przemyśl cayó bajo el dominio de Austria y con la supresión de la orden en 1773 poco a poco cayo en ruinas y en 1820 fue cerrado por los austriacos y se convirtió en un almacén. Con la gradual democratización de la región en la segunda mitad del siglo XIX aparecieron planes para restaurar la iglesia, finalmente llevada a cabo en 1903 y en 1904 la antigua iglesia jesuita fue reconstituida en 1904 como Sagrado Corazón de Jesús. Después de la Segunda Guerra Mundial sirvió como iglesia de la guarnición y también ofreció una misa semanal en el rito bizantino para los católicos ucranianos cuya iglesia había sido cerrada por el gobierno comunista.
En 1991 la iglesia fue objeto de una controversia, cuando la Iglesia Católica de rito Romano (con la supervisión personal por el Papa Juan Pablo II) decidió donar el edificio a la población católica de rito griega en Przemysl, para servir como la catedral del archieparquía de Peremyshl-Varsovia En lugar de la Iglesia Carmelita, que después de la Segunda Guerra Mundial había regresado a las Carmelitas. Después de esta decisión, algunos ultranacionalistas polacos locales bloquearon la entrada a los católicos griegos y organizaron una huelga de hambre. Después de varias semanas de debate y negociación, desistieron.

## Referencias

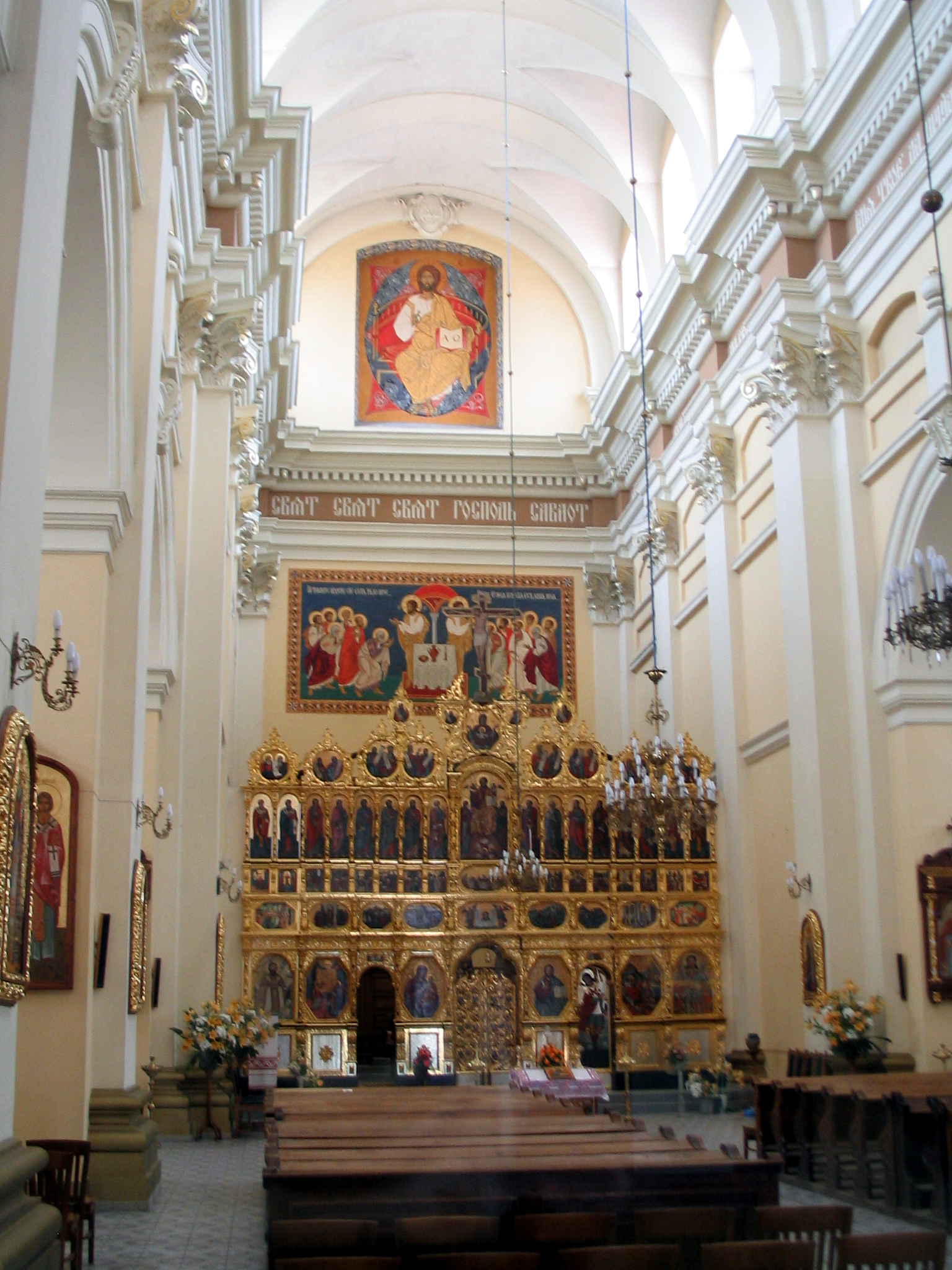
Vista interna